# Suzanne Hurel
Suzanne Hurel, née le 15 mars 1876 à Mortagne-au-Perche et morte le 15 mai 1956 à Clichy-la-Garenne, est une peintre française.

## Biographie
Marie Amélie Suzanne Hurel est la fille de Marie Arthur Hurel, manufacturier, et de Marie Amédée Ténestine Delorme.
Élève de Jules Lefebvre, Marcel Baschet, François Schommer, Henri Royer et de Jean Julien Massé, elle expose au Salon à partir de 1903.
Elle obtient une mention honorable en 1908, puis en 1914, en proposant En dévidant, elle se voit attribuer une médaille d'argent.
En 1924, elle remporte la médaille d'or et en 1936 le prix Blanche-Roullier.
Elle meurt à Clichy-la-Garenne à l'âge de 80 ans.